# Armoriale dei comuni della provincia di Frosinone
Questa pagina contiene le armi (stemmi e blasonature) dei comuni della provincia di Frosinone.
| Stemma | Comune e blasonatura | Gonfalone e bandiera |
| ------ | --- | -------------------- |
|        | Acquafondata Campo di cielo, partito: nel PRIMO al sole d'oro, illuminante la torre al naturale sormontata da stella in oro; nel SECONDO all'albero al naturale, sulla campagna diminuita. |                      |
|        | Acuto Di rosso, a tre chiodi d'argento, uno accanto all'altro. D.P.C.M. del 3 settembre 1951 Gonfalone: Drappo di azzurro… D.P.R. dell'8 settembre 1952 |                      |
|        | Alatri Gonfalone: Drappo di bianco… |                      |
|        | Alvito D'argento, al leone d'oro, allumato di rosso, rivoltato, riposante sulla campagna di verde, attraversato dall'olivo di verde, fruttato di nero, fustato al naturale, nodrito nella campagna. Ornamenti esteriori da Città. D.P.R. del 4 giugno 1987 Gonfalone: Drappo partito di bianco e di verde riccamente ornato di ricami d'oro e caricato dello stemma sopradescritto con la iscrizione centrata in oro recante la denominazione della città. Le parti di metallo ed i cordoni saranno dorati. L'asta verticale sarà ricoperta di velluto dei colori del drappo, alternati, con bullette dorate poste a spirale. Nella freccia sarà rappresentato lo stemma della città e sul gambo inciso il nome. Cravatta con nastri tricolorati dai colori nazionali frangiati d'oro. |                      |
|        | Amaseno Sfondo dorato su cui campeggia una torre azzurra merlata alla ghibellina, fondata su una collina e circondata da due rami di piccole rose rosse. Gonfalone: Drappo partito d'azzurro e di rosso… |                      |
|        | Anagni Di rosso, al leone passante, sostenente sul dorso un'aquila cimata dalle chiavi decussate pontificie sormontate dalla scritta S.P.Q.A., il tutto d'oro, col motto: Hernica saxa colunt quos dives Anagnia Pascit. Gonfalone: Drappo troncato di bianco e di rosso… |                      |
|        | Aquino Stemma partito: nel primo di nero, al gallo d'oro, volto a destra, sormontato da tre stelle; nel secondo d'argento, al leone d'oro, volto a sinistra, rampante, coronato e armato. Lo stemma ha una corona con cinque punte; la base e i lati dello stemma sono circondati da una corona formata da un ramo di quercia e da uno di alloro. Gonfalone: Drappo tagliato di bianco e di nero… |                      |
|        | Arce DPR dell'11 settembre 1996 |                      |
|        | Arnara Gonfalone: Drappo di azzurro… |                      |
|        | Arpino D'argento, a due torri quadre di rosso, aperte e finestrate del campo, fondate su campagna di verde, attraversata da un fiume al naturale, passante fra le torri e terminante in punta; all'aquila di nero, dal volo spiegato, poggiante sui merli delle torri stesse, sormontate da un listello di rosso svolazzante in fascia, caricato della scritta in argento: "Hinc ad Imperium". D.P.R. del 13 febbraio 1953 Gonfalone: D.P.R. del 9 luglio 1953 |                      |
|        | Atina D'azzurro, a due colonne di marmo bianco al naturale, poste una accanto all'altra, sormontate da una corona d'oro con intorno una lista in ferro di cavallo d'argento con la scritta: Atina Civitas Saturni Latio. Nella Punta reca la sigla S.P.Q.A. Ornamenti esterni da Comune. D.C.G. del 18 febbraio 1934 Gonfalone: Drappo di azzurro… D.P.C.M. del 3 giugno 1986 |                      |
|        | Ausonia Gonfalone: Drappo partito di giallo e di azzurro… |                      |
|        | Belmonte Castello D'oro, alla torre di due palchi di rosso, ciascuno merlato di quattro alla guelfa, chiusa, finestrata e murata di nero, sostenuta dal monte all'italiana di tre colli di verde, fondato in punta, e sormontata dalla stella di sei raggi d'azzurro. Ornamenti esteriori da Comune. D.P.R. del 20 febbraio 1985 Gonfalone: Drappo partito d'azzurro e di rosso riccamente ornato di ricami d'argento e caricato dello stemma sopra descritto con la iscrizione centrata in argento: Comune di Belmonte Castello. |                      |
|        | Boville Ernica Torre sormontata da due chiavi. Gonfalone: Drappo di bianco… |                      |
|        | Broccostella D'azzurro, alle tre spighe di grano d'oro, poste a ventaglio, nodrite nell'avvallamento formato da due colline, di verde, la collina a destra uscente dal fianco destro, con unico declivio interamente visibile e ritondato, la collina a sinistra con eguale declivio celato inferiormente dalla collina a destra, l'avvallamento posto approssimativamente all'altezza dell'ombelico. Lo scudo è ornato da due rami di alloro e di quercia, di verde, fruttati d'oro, decussati in punta, legati dal nastro tricolorato dai colori nazionali. Gonfalone: Drappo partito di azzurro e di verde riccamente ornato di ricami d'argento e caricato dello stemma sopradescritto con le iscrizioni centrate in argento recante la denominazione del Comune. Le parti in metallo ed i cordoni saranno argentati. L'asta verticale sarà ricoperta di velluto dei colori del drappo, alternati, con bullette argentate poste a spirale. Nella freccia sarà rappresentato lo stemma del Comune e sul gambo inciso il nome. Cravatta con nastri tricolorati dai colori nazionali frangiati d'oro. |                      |
|        | Campoli Appennino Gonfalone: Drappo partito di rosso e di azzurro… |                      |
|        | Casalattico Gonfalone: Drappo partito di bianco e di azzurro… |                      |
|        | Casalvieri D'azzurro, alla torre civica con sovrastante araba fenice e con la scritta "Ut in aeternum vivat". Gonfalone: Drappo di azzurro… |                      |
|        | Cassino Scudo con nove stelle a cinque punte disposte su tre file in campo azzurro e corona a cinque torri; lo scudo è contornato da un nastro dorato che si avvolge ai due lati a formare i sostegni. Gonfalone: Drappo di azzurro… |                      |
|        | Castelliri Di azzurro, al torrione di argento, murato di nero, fondato in punta, merlato alla guelfa di quattro, aperto del campo, finestrato del campo con cinque feritoie tonde, due poste in fascia sotto la merlatura, tre male ordinate sotto il cordolo, esso torrione sormontato dal drago di due zampe, volante, di verde, allumato di rosso, vomitante fiamme dello stesso, con la coda recisa, sanguinosa di rosso, la punta staccata della coda, ugualmente recisa e sanguinosa. Sotto lo scudo su lista bifida e svolazzante di azzurro, il motto, in lettere maiuscole lapidarie di argento NIL RESEDIT VENENO. Ornamenti esteriori da Comune. Gonfalone: Drappo partito di bianco e di azzurro, riccamente ornato di ricami d'argento e caricato dallo stemma sopra descritto con la iscrizione centrata in argento, recante la denominazione del Comune. Le parti di metallo ed i cordoli saranno argentati. L'asta verticale sarà ricoperta di velluto dei colori del drappo, alternati, con bullette argentate poste aspirale. Nella freccia sarà rappresentato lo stemma del Comune e sul gambo inciso il nome. Cravatta con nastri ricolorati dai colori nazionali frangiati d'argento. Ornamenti esteriori da Comune. |                      |
|        | Castelnuovo Parano Gonfalone: Drappo di rosso… |                      |
|        | Castro dei Volsci D.P.R. del 24 aprile 2000 Gonfalone: Drappo di azzurro… |                      |
|        | Castrocielo D'argento, al castello di rosso, murato e chiuso di nero, torricellato di tre pezzi, il centrale più elevato, merlati alla guelfa, accostato dalle lettere C, C e P in caratteri maiuscoli romani di nero. Ornamenti esteriori da comune. D.P.R. del 7 ottobre 1976 Gonfalone: Drappo troncato di bianco e di rosso… |                      |
|        | Ceccano Partito: nel primo, alla mezz'aquila spiegata d'oro, uscente dalla partizione; nel secondo, fasciato di rosso e di nero, le fasce nere caricate rispettivamente di 3, 2 ed 1 crescenti d'argento. Gonfalone: Drappo partito di rosso e di azzurro. |                      |
|        | Ceprano Di rosso, al ponte a tre arcate d'argento, sormontato da tre torri dello stesso, sopra riviera di verde. D.P.C.M. del 7 aprile 1933 Gonfalone: Drappo di giallo… |                      |
|        | Cervaro Di azzurro, al cervo d'oro, allumato di rosso, passante sulla pianura di verde, accompagnato in capo dalla stella di sei raggi, d'argento. Ornamenti esteriori da Comune. D.P.R. del 6 novembre 1996 Gonfalone: Drappo di bianco con la bordatura di azzurro, riccamente ornato di ricami d'argento e caricato dallo stemma comunale con la iscrizione centrata in argento, recante la denominazione del Comune. Le parti di metallo ed i cordoni sono argentati. L'asta verticale è ricoperta di velluto dei colori del drappo, alternati, con bullette argentate poste a spirale. Cravatta con nastri tricolorati dai colori nazionali frangiati d'argento. D.P.R. del 6 novembre 1996 |                      |
|        | Colfelice Raffigura un drago verde, linguato, illuminato di rosso, che si erge sul tetto di una casa, anch'esso di colore rosso, fondata su una collina al naturale. Gonfalone: Drappo di verde… D.P.C.M. n. 3360 del 16 novembre 1976 |                      |
|        | Colle San Magno Un castello con tre torrette, di cui la centrale più alta, ed il portone chiuso; al disotto la sigla C.S.M. Gonfalone: Drappo partito di rosso e di bianco… |                      |
|        | Collepardo Gonfalone: Drappo di azzurro… |                      |
|        | Coreno Ausonio Lo stemma del comune è rappresentato da due ramoscelli, di cui uno di ulivo e l'altro di quercia, con al centro un quadretto raffigurante una pianta, con una corona centrale, con la scritta CORENO AUSONIO. Gonfalone: Drappo partito di verde e di bianco… |                      |
|        | Esperia D'azzurro, al castello di argento, murato di nero, torricellato di tre pezzi, con il centrale più alto, merlati alla guelfa (di tre), aperto e finestrato del campo, fondato sulla campagna di verde; al gallo al naturale rivoltato che fissa una stella di argento, raggiata di 5, posta nel canton sinistro del capo. Gonfalone: Drappo partito di bianco e di azzurro… |                      |
|        | Falvaterra Gonfalone: Drappo di rosso… |                      |
|        | Ferentino Di rosso, al giglio d'argento bottonato. Gonfalone: Drappo di bianco… |                      |
|        | Filettino Tre torri sormontate da una corona su sfondo di colore giallo. Gonfalone: Drappo di giallo… |                      |
|        | Fiuggi D'azzurro, alla banda d'argento, bordata di rosso caricata di tre pesci d'oro, montanti, con una M barocca d'oro coronata del medesimo nel cantone sinistro del capo. D.C.G. dell'11 ottobre del 1932, registrato nel Libro Araldico degli Enti Morali n. 1176 Gonfalone: Drappo di rosso… D.P.R. del 25 settembre 1989 |                      |
|        | Fontana Liri Gonfalone: Drappo di bianco bordato di rosso… Concessione del gonfalone comunale D.P.R. 03 maggio 2016 |                      |
|        | Fontechiari Di azzurro, alla torre quadrata, d'oro, murata di nero, priva di merli, munita alla sommità di tredici beccatelli, undici di fronte, due laterali, finestrata di tre, di nero, in palo, la finestra in alto piccola, essa torre fondata sulla pianura di verde, accompagnata sui fianchi dalle lettere maiuscole S a destra, C a sinistra, d'oro. Ornamenti esteriori da Comune. Gonfalone: Drappo di giallo… DPR del 15 novembre 2006 |                      |
|        | Frosinone Di rosso, al leone al naturale, alla sbarra attraversante, d'oro, caricata della scritta "Bellator Frusino". Decreto del 25 gennaio 1943 Gonfalone: Drappo di bianco… |                      |
|        | Fumone Gonfalone: Drappo di azzurro… |                      |
|        | Gallinaro |                      |
|        | Giuliano di Roma D'azzurro, al giovane gentiluomo in maestà, aureolato d'oro, con il viso, il collo, le mani, di carnagione, capelluto di nero, vestito con la corta tunica di verde e le braghe di nero, la tunica trattenuta in vita dalla cintura d'oro, calzato di cuoio al naturale, tenente con la mano destra lo spadino con la punta all’insù, d'oro, con la mano sinistra il falcone di nero, allumato di rosso; il giovane gentiluomo sostenuto dalla pianura di verde, accompagnato da due basse colonne d'argento, una destra, una a sinistra, fondate sulla pianura. Ornamenti esteriori da Comune. D.P.R. del 23 maggio 2016 Gonfalone: Drappo troncato di azzurro e di giallo… D.P.R. del 23 maggio 2016 |                      |
|        | Guarcino Gonfalone: Drappo di rosso… |                      |
|        | Isola del Liri Gonfalone: Drappo partito di rosso e di bianco… |                      |
|        | Monte San Giovanni Campano Gonfalone: Drappo di giallo alla bordura di azzurro… |                      |
|        | Morolo |                      |
|        | Paliano Uno scudo nel cui interno si erge una colonna su fondo rosso carminio; detto scudo, contornato da fogliame, è sormontato da un elmo con all'interno una figura che fino al busto è di donna e nel resto termina con due corpi anguiformi, che vanno a finire nelle mani, distese lateralmente. Gonfalone: Drappo partito di bianco e di rosso… |                      |
|        | Pastena Di azzurro, alle due chiavi decussate, con gli ingegni all'insù ed esterni, la chiave in banda d'oro e attraversante, la chiave in sbarra, d'argento, gli anelli trifogliati uniti dal cordoncino d'oro ornato all'ingiù di fiocco, dello stesso, esse chiavi attraversanti la fascia diminuita di rosso e sostenenti nell'incrociamento la croce latina di argento. Ornamenti esteriori da Comune. Gonfalone: Drappo di bianco… |                      |
|        | Patrica Campo d'azzurro, alla montagna di verde, fondata in punta, cimata dalla crocetta latina di rosso, al capo di verde, caricato da tre ricci di castagno, ognuno fogliato di due, d'oro. |                      |
|        | Pescosolido Di azzurro, alla torre d'argento, murata di nero, merlata alla guelfa di tre, finestrata con finestrella tonda di nero, chiusa dello stesso, con robusti barbacani e forte marcapiano, fondata sulla campagna di verde, accompagnata da due ramoscelli di olivo, uno a destra, l'altro a sinistra, convessi verso i fianchi, posti in palo, di verde, ognuno fogliato di dodici dello stesso e fruttato di tre di nero. Ornamenti esteriori da Comune. Gonfalone: Drappo di bianco con la bordatura di verde… |                      |
|        | Picinisco |                      |
|        | Pico |                      |
|        | Piedimonte San Germano Gonfalone: Drappo di azzurro… |                      |
|        | Piglio Un'aquila poggiata su un elmo romano sullo sfondo di una collina; il tutto è incorniciato da un ornamento ovale, con agli estremi due ramoscelli d'ulivo, con in basso ai lati due scuri romane, che finiscono nella parte terminale per incrociarsi con dei grappoli d'uva; un fregio che rappresenta un antico torrione sormonta il tutto. Gonfalone: Drappo di azzurro… |                      |
|        | Pignataro Interamna |                      |
|        | Pofi Gonfalone: Drappo di azzurro… |                      |
|        | Pontecorvo D'argento, al ponte di tre archi, con l'impalcato convesso, di rosso, mattonato di nero, l'arco centrale più alto e più largo, il ponte fondato in punta e uscente dai fianchi, sostenente il corvo di nero, fermo, in pieno profilo. Sotto lo scudo, su lista bifida e svolazzante di azzurro, le quattro lettere maiuscole S P Q F, d'oro, alternate da tre punti, dello stesso. Ornamenti esteriori da Città. D.P.R. del 30 marzo 2004 Gonfalone: Drappo partito di bianco e di rosso… D.P.R. del 30 marzo 2004 |                      |
|        | Posta Fibreno D'azzurro, a due pesci d'oro, in banda, uno sopra l'altro; nel canton destro del capo una stella pure d'oro, di cinque raggi. Lo scudo è ornato da due rami di alloro e di quercia, di verde, fruttati d'oro, decussati in punta, legati dal nastro tricolorato dai colori nazionali. Gonfalone: Drappo d'azzurro riccamente ornato di ricami d'argento e caricato dello stemma sopra descritto con la iscrizione centrata in argento: Comune di Posta Fibreno. Le parti di metallo ed i cordoni saranno argentati. L'asta verticale sarà ricoperta di velluto azzurro con bullette argentate poste a spirale. Nella freccia sarà rappresentato lo stemma del Comune e sul gambo inciso il nome. Cravatta e nastri tricolorati dai colori nazionali frangiati d'argento. |                      |
|        | Ripi Di rosso, al San Giorgio con il viso e il busto in maestà, il viso e il collo di carnagione, armato di tutto punto, con l'elmo cimato da piume di azzurro, il Santo cavalcante il cavallo d'argento, allumato di rosso, con i finimenti di nero, posto in profilo, rivoltato, inalberato, il Santo afferrante con entrambe le mani la lancia di nero, posta in banda alzata, nell'atto di penetrare nelle fauci del drago di due zampe, di verde, linguato e allumato di rosso, avvolto in forma pressoché ellittica, attraversato dagli arti posteriori del cavallo, le ali aperte, la testa posta in banda sopra la coda. Ornamenti esteriori da Comune. D.P.R. del 21 maggio 1999 Gonfalone: Drappo azzurro riccamente ornato di ricami d'argento e caricato dallo stemma sopra descritto con la iscrizione centrata in argento, recante la denominazione del Comune. Le parti di metallo ed i cordoni saranno argentati. L'asta verticale sarà ricoperta di velluto azzurro con bullette argentate poste a spirale. Nella freccia sarà rappresentato lo stemma del Comune e sul gambo inciso il nome. Cravatta con nastri tricolorati dai colori nazionali frangiati d'argento. D.P.R. del 21 maggio 1999                        |                      |
|        | Rocca d'Arce Gonfalone: Drappo di azzurro… |                      |
|        | Roccasecca D'azzurro, al castello d'argento, murato di nero, chiuso dello stesso, merlato alla guelfa, il fastigio merlato di sette, esso castello fondato sulla pianura di verde e munito di tre torri, la torre centrale più alta e più larga, merlata di quattro, finestrata di due in palo, di nero, le torri laterali merlate di tre e finestrate di una, dello stesso. Ornamenti esteriori da Comune. Gonfalone: Drappo di bianco con la bordatura d'azzurro, riccamente ornato di ricami d'argento e caricato dello stemma sopra descritto con l'iscrizione centrata in argento, recante la denominazione del Comune. Le parti di metallo e i cordoni sono argentati. L'asta verticale è ricoperta di velluto dei colori del drappo, alternati con bullette argentate poste a spirale. Nella freccia è rappresentato lo stemma del Comune e sul gambo inciso il nome. Cravatta e nastri tricolorati dai colori nazionali frangiati d'argento. |                      |
|        | San Biagio Saracinisco Gonfalone: Drappo partito di bianco e di azzurro… |                      |
|        | San Donato Val di Comino D.P.R. del 13 marzo 1989 Gonfalone: Drappo troncato di rosso e di bianco… |                      |
|        | San Giorgio a Liri Gonfalone: Drappo di bianco… |                      |
|        | San Giovanni Incarico Gonfalone: Drappo di bianco bordato di azzurro… |                      |
|        | San Vittore del Lazio |                      |
|        | Sant'Ambrogio sul Garigliano Gonfalone: Drappo tagliato di bianco e di rosso… |                      |
|        | Sant'Andrea del Garigliano Gonfalone: Drappo di azzurro… |                      |
|        | Sant'Apollinare |                      |
|        | Sant'Elia Fiumerapido Pianta di olivo con al centro una ruota dentata, mano con martello e tre stelle, circondato da un ramo di olivo e uno di quercia, sormontato da una corona merlata. Gonfalone: Drappo di azzurro… |                      |
|        | Santopadre |                      |
|        | Serrone |                      |
|        | Settefrati Gonfalone: Drappo di bianco… |                      |
|        | Sgurgola D'azzurro, alla torre di due piani d'argento, merlata alla ghibellina, chiusa, finestrata e murata di nero, terrazzata di verde, cimata da un guerriero con archibugio, al naturale, la torre sinistrata in capo da una stella d'argento. D.C.G. 4 luglio 1929, trascritto nei registri della Consulta Araldica il 5 luglio 1929 Gonfalone: drappo partito di rosso e di azzurro… |                      |
|        | Sora Scudo sannitico in una ghirlanda sormontato dalla corona di Città e sul cartiglio il motto “Soraegue Juventus addita fulgebat telis” Gonfalone: Drappo partito di banco e di nero… |                      |
|        | Strangolagalli Gonfalone: Drappo di rosso… |                      |
|        | Supino Gonfalone: Drappo di azzurro… |                      |
|        | Terelle Di verde, a tre monti all'italiana d'oro, disposti 1, 2. Ornamenti esteriori da Comune Gonfalone: Drappo giallo riccamente ornato di ricami d'argento e caricato dello stemma comunale con la iscrizione centrata in argento: Comune di Terelle. Le parti di metallo ed i cordoni saranno argentati. L'asta verticale sarà ricoperta di velluto giallo con bullette argentate poste a spirale. Nella freccia sarà rappresentato lo stemma del Comune e sul gambo inciso il nome. Cravatta e nastri tricolorati dai colori nazionali frangiati d'argento. D.P.R. n. 1640 del 9 maggio 1977 |                      |
|        | Torre Cajetani Gonfalone: Drappo di azzurro… |                      |
|        | Torrice D'argento, alle tre torri di rosso, con base piramidale tronca, ciascuna merlata di tre pezzi alla guelfa, aperta, finestrata di un pezzo circolare e murata di nero, il tutto fondato sulla campagna erbosa di verde. Ornamenti esteriori da Comune. Gonfalone: Drappo partito di rosso e di bianco… |                      |
|        | Trevi nel Lazio |                      |
|        | Trivigliano D'oro, al castello triturrito di rosso, mattonato di nero, la torre centrale più alta, ciascuna torre merlata alla guelfa di tre e finestrata di due, in palo, di nero, il fastigio privo di merli, il castello chiuso di nero e finestrato con tre finestre larghe e basse, di nero, poste in fascia sotto il fastigio. Ornamenti esteriori da Comune. D.P.R. del 31 luglio 1997 Gonfalone: Drappo di rosso, riccamente ornato di ricami d'argento e caricato dello stemma sopra descritto con la iscrizione centrata in argento, recante la denominazione del Comune. Le parti di metallo ed i cordoni saranno argentati. L'asta verticale sarà ricoperta di velluto rosso, con bullette argentate poste a spirale. Nella freccia sarà rappresentato lo stemma del Comune e sul gambo inciso il nome. Cravatta con nastri tricolorati dai colori nazionali frangiati d'argento. |                      |
|        | Vallecorsa Tre torri in campo azzurro chiaro, di colore aureo, sormontate da un cuore di colore rosso. Gonfalone: A liste di taffettà rosse, bianche e verdi, disposte verticalmente l'una dopo l'altra in modo da formare dodici fasce: 4 verdi, 4 bianche e 4 rosse, simboleggianti i 12 rioni nei quali era suddiviso il centro abitato. Il Gonfalone porta dipinto lo stemma, sormontato da una corona baronale di colore aureo e sulle bande verticali di colore verde, rosso e bianco figura la scritta "Comune di Vallecorsa" di colore aureo. Lo Stemma, oltre ad essere sormontato dalla corona aurea è racchiuso da due ramoscelli di colore aureo. |                      |
|        | Vallemaio Gonfalone: Drappo partito di bianco e di azzurro… |                      |
|        | Vallerotonda Gonfalone: Drappo partito di rosso e di bianco… |                      |
|        | Veroli D'oro, a tre pali di rosso. D.C.G. del 12 luglio 1929 Gonfalone: Drappo troncato di oro e di rosso e caricato dello stemma con iscrizione in argento "Comune di Veroli". |                      |
|        | Vicalvi |                      |
|        | Vico nel Lazio |                      |
|        | Villa Latina |                      |
|        | Villa Santa Lucia Di argento, alla figura di Santa Lucia, in maestà, di carnagione, capelluta d'oro, areolata dello stesso, vestita con la lunga tunica di azzurro, stretta in vita; con gli avambracci e i piedi ignudi, impugnante con la mano destra la speciale patena, munita di stelo provvisto del relativo sostegno circolare, d'oro, sulla quale sono posti gli occhi al naturale della Santa, e con la mano sinistra la palma del martirio, posta in palo, di verde. Ornamenti esteriori da Comune. Gonfalone: Drappo di azzurro… |                      |
|        | Villa Santo Stefano Raffigura l'immagine di Santo Stefano Protomartire (coprotrettore del paese) in cotta sacerdotale che tiene nella mano destra la palma del martire. Gonfalone: Drappo di rosso… |                      |
|        | Viticuso Gonfalone: Drappo di verde… |                      |